# Chrysopodes victoriae
Chrysopodes victoriae är en insektsart som beskrevs av Penny 1998. Chrysopodes victoriae ingår i släktet Chrysopodes och familjen guldögonsländor. Inga underarter finns listade i Catalogue of Life.